# Муга (река)
Муга (кат. Muga, исп. Muga) — река в Испании.
Длина реки — 58 км. Истоки Муги расположены на склонах горы Монтнегре в (Восточные Пиренеях) на высоте 1210 м над уровнем моря, река протекает по территории каталонской провинции Жирона и впадает в Залив Роз.
На Муге осенью часто происходят паводки, наиболее известно катастрофическое наводнение в октябре 1940 года. Климат в долине реки — типично средиземноморский, в год выпадает около 680 мм осадков, среднегодовая температура +17 °C.